# Albert Michelson
Albert Abraham Michelson (ur. 19 grudnia 1852 w Strzelnie, zm. 9 maja 1931 w Pasadenie) – amerykański fizyk pochodzenia polsko-żydowskiego, noblista.
Nagrodę Nobla w dziedzinie fizyki otrzymał w 1907 roku za konstrukcję interferometru.

## Życiorys
Urodził się w Strzelnie na Kujawach w żydowsko-polskiej rodzinie kupieckiej. W sierpniu 1855 roku Samuel i Rozalia (z domu Przyłubska) z trójką dzieci: Pauliną, Joanną i najstarszym Albertem wyjechali przez Nowy Jork i Panamę do Kalifornii. Dorastał w miasteczkach wyrosłych na gorączce złota: Murphy’s Camp (obecnie Murphys) w Kalifornii i srebra, Virginia City w Nevadzie. Rodzina Michelsonów utrzymywała się ze sprzedaży narzędzi i materiałów potrzebnych poszukiwaczom złota i srebra. Po zabójstwie prezydenta Lincolna w 1865 za zgodą rodziców przyjął drugie imię – Abraham.
Lata szkoły średniej spędził w San Francisco w domu swojej ciotki Henriette Levy (z d. Michelson), która była matką pisarki Harriet Lane Levy. Studiował w U.S. Naval Academy w Annapolis w latach 1869 do 1873. Tam po raz pierwszy zetknął się z obserwacjami astronomicznymi (kadeci mieli do dyspozycji w pełni wyposażone obserwatorium astronomiczne). Po odbyciu dwuletniej służby na morzu został zatrudniony w macierzystej uczelni na stanowisku wykładowcy fizyki i chemii. Na dalszą naukę został wysłany do Europy, głównie do Berlina (1880–1882).
Po powrocie w maju 1882 roku został dyrektorem wydziału fizyki Szkoły Nauki Stosowanej Case’a (Case School of Applied Science) w Cleveland (obecnie Uniwersytet Case’a i Western Reserve). Tam wspólnie z E. Morleyem przeprowadził w 1887 eksperyment, który wykazał, że hipotetyczny eter kosmiczny, rzekomo potrzebny do propagacji światła, nie może być statyczny ani częściowo wleczony. W latach 1889–1892 był profesorem Szkoły Nauki Stosowanej Case’a w Cleveland i Uniwersytetu Clarka w Worcester. Lata 1892–1929 to okres pracy na Uniwersytecie Chicagowskim (z przerwą w czasie I wojny światowej, gdy powrócił do służby w marynarce wojennej w stopniu komandora porucznika).
W 1899 roku poślubił Ednę Stanton, z którą miał syna i trzy córki.
Był członkiem wielu towarzystw naukowych, m.in.:
- amerykańskich National Academy of Sciences, American Physical Society i American Association for the Advancement of Science (w których pełnił funkcje prezesa),
- brytyjskich Royal Society i Royal Astronomical Society[4].

Michelson pamiętał o swoim polskim pochodzeniu, a swoje poświęcenie ciężkiej pracy tłumaczył tym, że pracowitość to cecha wszystkich Polaków. Mimo że nie urodził się na terenie państwa polskiego, przez całe życie konsekwentnie wpisywał w dokumentach Polskę jako miejsce urodzenia.

## Dokonania naukowe

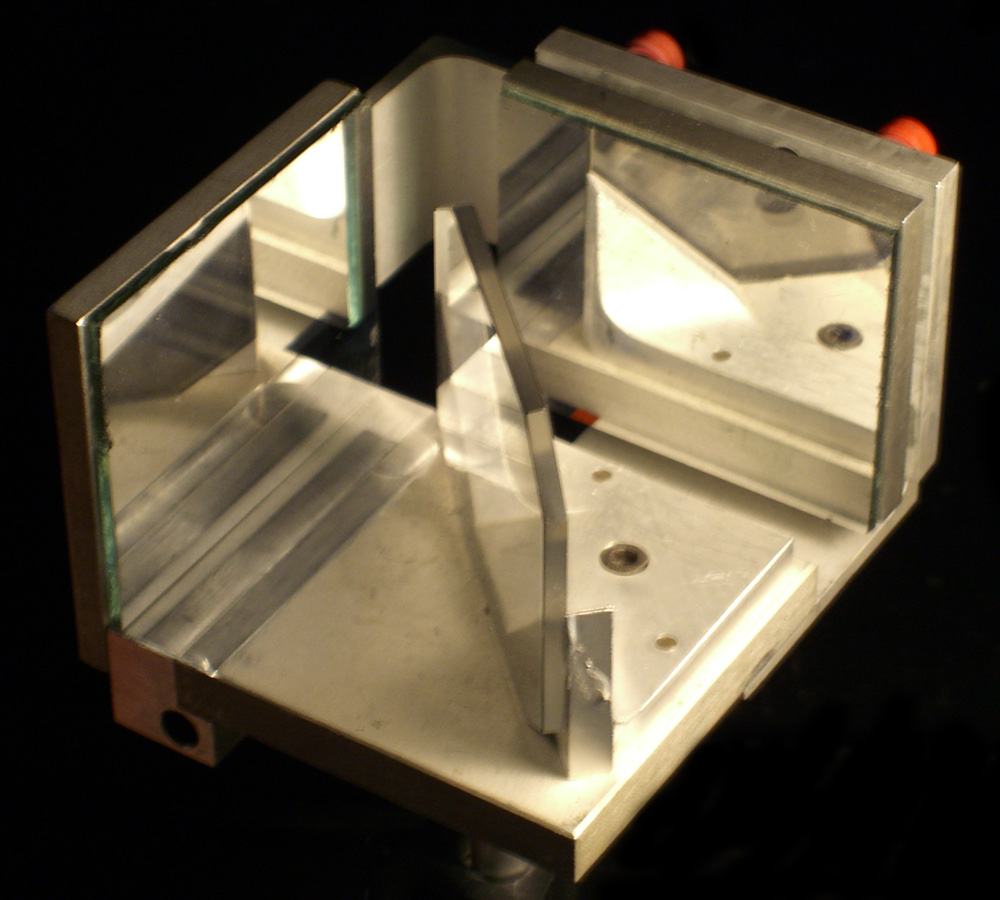
Interferometr Michelsona

Michelson był konstruktorem bardzo precyzyjnego interferometru, zwanego współcześnie interferometrem Michelsona. Przyrząd ten umożliwił mu przeprowadzenie bardzo dokładnych pomiarów prędkości światła, a także innych pomiarów z zakresu metrologii.
W 1887 r. Michelson wraz z Edwardem Morleyem przeprowadził eksperyment (znany współcześnie jako doświadczenie Michelsona-Morleya) dowodzący, że prędkość światła w układzie źródła nie zależy od ruchu Ziemi. To doświadczenie, wykazujące brak wpływu ruchu obrotowego i orbitalnego Ziemi na prędkość światła w układzie źródła, miało doniosłe znaczenie dla szczególnej teorii względności. Eksperyment Michelsona miał za zadanie potwierdzenie istnienia hipotetycznego eteru, będącego nośnikiem światła. Negatywny wynik badania stał się doświadczalną podstawą teorii względności.
Jego dokonania z zakresu spektroskopii nie ograniczały się tylko do budowy interferometru. Był także autorem urządzenia do produkcji siatek dyfrakcyjnych, które wielokrotnie udoskonalał. Prowadził również badania dotyczące sztywności Ziemi.

## Nagrody i wyróżnienia
W roku 1907 otrzymał Nagrodę Nobla w dziedzinie fizyki za konstrukcję precyzyjnych instrumentów optycznych i pomiary w dziedzinie spektroskopii i metrologii przy ich użyciu. Był drugim Amerykaninem noblistą (po Theodorze Roosevelcie), a pierwszym w naukach ścisłych. W 1922 roku przyznano mu nagrodę Prix Jules-Janssen.
Inne wyróżnienia:
- 1904: Matteucci Medal,
- 1907: Medal Copleya,
- 1912: Elliot Cresson Medal,
- 1916: Medal Henry’ego Drapera,
- 1923: Franklin Medal,
- 1923: Złoty Medal Królewskiego Towarzystwa Astronomicznego,
- 1929: Duddell Medal.

## Michelson w kulturze popularnej
- Epizod z młodości Alberta Abrahama Michelsona jest przedstawiony w serialu Bonanza (odcinek Look to the Stars z marca 1962 r.). Ben Cartwright pomaga młodemu Michelsonowi wysłać aplikację o przyjęcie do Akademii Marynarki Wojennej, przełamując niechęć konserwatywnego nauczyciela[9].
- W serialu Stawka większa niż życie, w odcinku Bez Instrukcji niemiecki profesor Porschatt opisuje interferometr Michelsona podczas narady nad prototypową bronią dalekiego zasięgu wykorzystującą „koncentrację promieni świetlnych”.